# Стьюкли, Уильям
Уильям Стьюкли (англ. William Stukeley; 7 ноября 1687 — 3 марта 1765) — британский медик и учёный-антикварий, викарий из Стэмфорда, пионер археологических исследований Стоунхенджа и Эйвбери, один из основателей полевой археологии и один из первых биографов Исаака Ньютона.

## Биография
Родился в г. Холбич (англ. Holbeach) (графство Линкольншир) в семье юриста. Получив степень магистра в колледже Корпус-Кристи Кембриджского университета, направился в Лондон для изучения медицины в медицинской школе больницы Св. Фомы. В 1710 году он основал свою практику в г. Бостон в Линкольншире, но в 1717 вернулся в Лондон. В том же году Стьюкли стал действительным членом Королевского Общества, а в 1718 принял участие в основании Лондонского общества антиквариев, секретарем которого являлся в течение девяти лет. В 1719 году получил степень доктора медицины, и в 1720 году стал членом Королевского Колледжа Врачей. В этом же году он опубликовал труд, явившийся его первым вкладом в букинистическую литературу.
Являлся одним из первых в Англии масонов, его дневники содержат немало ценной информации о тогдашних масонских церемониях. По конфессии Стьюкли был протестантом..

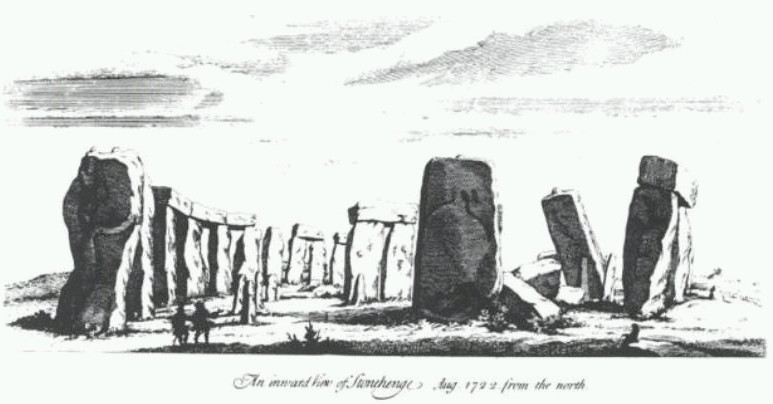
Внутренняя панорама Стоунхенджа, август 1722 года

В период с 1730 по 1747 годы он был викарием Церкви Всех Святых в Стэмфорде.
В 1740 и 1743 годах соответственно появились важнейшие исторические работы Стьюкли — подробные обзоры Стоунхенджа и Эйвбери. Стьюкли планировал эти две книги как начало многотомной всемирной истории. По его убеждению, гипотетическая «патриархальная религия» была изначальной религией человечества, которая постепенно выродилась в идолопоклонство. Стьюкли считал классическими представителями «патриархальной религии» ранних христиан и друидов.
Научная работа Стьюкли по изучению Стоунхенджа была первой попыткой установить дату происхождения памятника. В ходе этих исследований, среди прочего, применительно к мегалитам им вводится в научный оборот понятие трилитон. Работая вместе с известным астрономом Эдмундом Галлеем, он предположил, что строители Стоунхенджа обладали знаниями о магнетизме, и ориентировали памятник по направлению на северный магнитный полюс. Стьюкли воспользовался имеющимися данными по смещению северного магнитного полюса; он полагал, что полюс перемещается с определённой закономерностью (сегодня считают, что северный магнитный полюс перемещается неравномерным образом). Стьюкли пришел к выводу, что Стоунхендж был построен в 460 г. до н. э., что на несколько тысяч лет позднее установленной в настоящее время даты.
Стьюкли был известен под прозвищем «Архи-друид», так как приписывал сооружение Стоунхенджа и других мегалитических сооружений друидам. В 1729 он принял духовный сан и отправился в Линкольншир, где принял два прихода, одним из которых был приход при Церкви Всех Святых в Стэмфорде. Там он провел огромное количество исследований, в том числе изучение ныне не существующего архитектурного памятника «Крест Элеоноры».
В дальнейшем Стьюкли был назначен приходским священником в Блумсбери. Он умер в Лондоне 3 марта 1765 года.

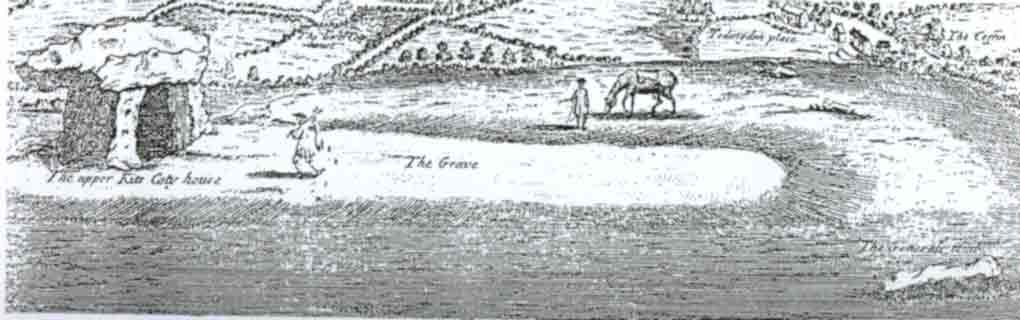
Рисунки Стьюкли, как, например, это изображение Китс-Коути 1722 года, являются ценными источниками информации о разрушенных памятниках

В 1742 году Стьюкли посетил Ройстонскую пещеру в г. Ройстон, Хертфордшир и год спустя опубликовал труд под названием «Палеография Британника или доклад о памятниках древности № 1, Истоки Ройстона, или описание Часовни леди Роисии, основательницы Ройстона, обнаруженной в Ройстоне в 1742 году» (англ. Palaeographia Britannica or discourses on Antiquities in Britain no.I, Origines Roystonianae, or an account of the Oratory of lady Roisia, Foundress of Royston discovered in Royston in August 1742). После последовавшей рецензии Преподобного Чарльза Паркина (англ. Charles Parkin), Стьюкли написал продолжение: «Палеография Британника или доклад о памятниках древности № 2, или защита Леди де Вир, основательницы Ройстона, от клеветнических утверждений г-на Паркина, настоятеля прихода в Оксборо, где позволенные им суждения полностью опровергаются: опровержение подтверждено и проиллюстрировано. К сему добавлены удивительные материалы древности» (англ. Palaeographia Britannica or discourses on Antiquities in Britain no.II, or defense of Lady de Vere, Foundress of Roiston, against the Calumny of Mr. Parkin, rector of Oxburgh wherein his pretended answer is fully refuted: the former opinion further confirm’d and illustrated. To which are occasionally added, many curios matters in antiquity).
Стюкли дружил с Исааком Ньютоном и в 1752 году написал о нём мемуары. Именно он записал легенду о яблоке, которое якобы натолкнуло учёного на мысль о существовании всеобщего тяготения.